# Defensoría del Pueblo (Ecuador)
La Defensoría del Pueblo en Ecuador (en otras jurisdicciones también referido como Ombudsman), es un organismo autónomo que tiene por objeto la tutela de los derechos de los habitantes del país y de los ciudadanos ecuatorianos residentes en el extranjero. Forma parte de la función de transparencia y control social.

## Historia
Desde 1830 hasta 1996, existieron en Ecuador, instituciones con similares funciones a la actual Defensoría del Pueblo. Desde 1830 a 1929, existió el Consejo de Gobierno que velaba por la legalidad de los actos de la administración pública. Desde 1945 en adelante, aparece el Tribunal de Garantías Constitucionales, cuya función principal era realizar un control difuso de normas constitucionales. Estas instituciones estuvieron supeditadas al poder legislativo o ejecutivo y nunca tuvieron como objeto principal la tutela de derechos.
En 1996, se aprueban las reformas constitucionales que en parte, incorporan a la institución al Estado ecuatoriano. Las principales funciones se definen como la observancia de los derechos garantizados por la Constitución, y el patrocinio de recursos constitucionales como el Habeas Corpus.
En 1998, la nueva Constitución le agrega la función de supervisar la calidad de los servicios públicos.
En 2000, el artículo 81 de la Ley Orgánica para la Defensa del Consumidor, otorga a la institución la capacidad para conocer y resolver sobre los reclamos que presente un consumidor. 
En 2008, Ecuador aprueba la Constitución de Ecuador de 2008, donde explícitamente se definen funciones para el organismo autónomo. 

## Marco legal
Su máxima autoridad, el Defensor del Pueblo, es designada por el Consejo de Participación Ciudadana y Control Social para un periodo cinco años (con una sola reelección).
Las funciones de la institución, están dispuestas por la Constitución del Ecuador y son:

Art. 215.- La Defensoría del Pueblo tendrá como funciones la protección y tutela de los derechos de los habitantes del Ecuador y la defensa de los derechos de las ecuatorianas y ecuatorianos que estén fuera del país. Serán sus atribuciones, además de las establecidas en la ley, las siguientes:

1. El patrocinio, de oficio o a petición de parte, de las acciones de protección, hábeas corpus, acceso a la información pública, hábeas data, incumplimiento, acción ciudadana y los reclamos por mala calidad o indebida prestación de los servicios públicos o privados.
2. Emitir medidas de cumplimiento obligatorio e inmediato en materia de protección de los derechos, y solicitar juzgamiento y sanción ante la autoridad competente, por sus incumplimientos.
3. Investigar y resolver, en el marco de sus atribuciones, sobre acciones u omisiones de personas naturales o jurídicas que presten servicios públicos.
4. Ejercer y promover la vigilancia del debido proceso, y prevenir, e impedir de inmediato la tortura, el trato cruel, inhumano y degradante en todas sus formas.

## Defensores del Pueblo de Ecuador
Los subrogantes legales de los Defensores del Pueblo fueron los Defensores Adjuntos en orden jerárquico, psoteriormente los Vicedefensores del Pueblo.
| Defensor del Pueblo         | Defensor del Pueblo          | Inicio / Fin             | Fin                      | Designante                    | Período                  | Ref.                 |
| --------------------------- | ---------------------------- | ------------------------ | ------------------------ | ----------------------------- | ------------------------ | -------------------- |
|                             | Julio César Trujillo Vásquez | Marzo de 1997            | abril de 1997            | Congreso Nacional             | Interino                 | [ 8 ]                |
| Vacancia (1997 - 1998)      |                              |                          |                          |                               |                          | [ 8 ]                |
| Miltón Álava Ormaza         | Miltón Álava Ormaza          | Septiembre de 1998       | mayo de 2000             | Congreso Nacional             | 1998 - 2003 (Prorrogado) | [ 8 ]                |
| Claudio Mueckay Arcos       | Claudio Mueckay Arcos        | Mayo de 2000             | julio de 2008            | Subrogación (Adjunto Primero) | 1998 - 2003 (Prorrogado) | [ 8 ]                |
| Claudio Mueckay Arcos       | Claudio Mueckay Arcos        | Mayo de 2000             | julio de 2008            | Congreso Nacional             | 2005 - 2010              | [ 8 ]                |
|                             | Fernando Gutiérrez Vera      | Julio de 2008            | diciembre de 2011        | Constituyente                 | Interino                 | [ 8 ]                |
|                             | Ramiro Rivadeneira Silva     | Diciembre de 2011        | noviembre de 2016        | CPCCS Concurso Público        | 2011 - 2017              | [ 8 ]                |
| Patricio Benalcázar Alarcón | Patricio Benalcázar Alarcón  | Diciembre de 2016        | Marzo de 2017            | Subrogación (Adjunto Primero) | 2011 - 2017              | [ 8 ]                |
|                             | Ramiro Rivadeneira Silva     | Marzo de 2017            | mayo de 2018             | CPCCS Concurso Público        | 2017 - 2023              | [ 8 ]                |
|                             | Gina Benadives Llerena       | Mayo de 2018             | 16 de abril de 2019      | CPCCS Encargo                 | Interino                 | [ 9 ]                |
|                             | Freddy Carrión Intriago      | 16 de abril de 2019      | 15 de septiembre de 2021 | CPCCS Concurso Público        | 2019 - 2024              | [ 10 ] [ 11 ] [ 12 ] |
|                             | César Córdova Valverde       | 20 de septiembre de 2021 |                          | CPCCS Encargo                 | Interino                 | [ 13 ] [ 14 ]        |